# Staurogyne nitida
Staurogyne nitida é uma espécie de planta do gênero Staurogyne e da família Acanthaceae.

## Taxonomia
A espécie foi descrita em 2018 por Denise Monte Braz e Thomas Franklin Daniel.
Os seguintes sinônimos já foram catalogados:  
- Ebermaiera nitida  S.Moore
- Staurogyne carvalhoi  Profice

## Forma de vida
É uma espécie terrícola e herbácea.

## Descrição
Planta subacaulescente; inflorescência formando longo escapo; corola hipocratiforme
| Caule                              | Caule            |
| ---------------------------------- | ---------------- |
| pilosidade                         | eglanduloso      |
| Folha                              |                  |
| pilosidade                         | eglandulosa      |
| Inflorescência                     |                  |
| inflorescência                     | bracteada        |
| bráctea                            | petaloide        |
| raque com pilosidade               | eglandulosa      |
| bráctea e bractéola com pilosidade | eglandulosa      |
| Flor                               |                  |
| cálice com pilosidade              | eglandulosa      |
| corola com pilosidade              | eglandulosa      |
| corola de cor                      | branca           |
| corola de forma                    | infundibuliforme |
| Fruto                              |                  |
| pilosidade                         | eglanduloso      |

## Conservação
A espécie faz parte da Lista Vermelha das espécies ameaçadas do estado do Espírito Santo, no sudeste do Brasil. A lista foi publicada em 13 de junho de 2005 por intermédio do decreto estadual nº 1.499-R.

## Distribuição
A espécie é encontrada nos estados brasileiros de Bahia e Espírito Santo.
Em termos ecológicos, é encontrada no domínio fitogeográfico de Mata Atlântica, em regiões com vegetação de floresta ombrófila pluvial.